# Lauraguel

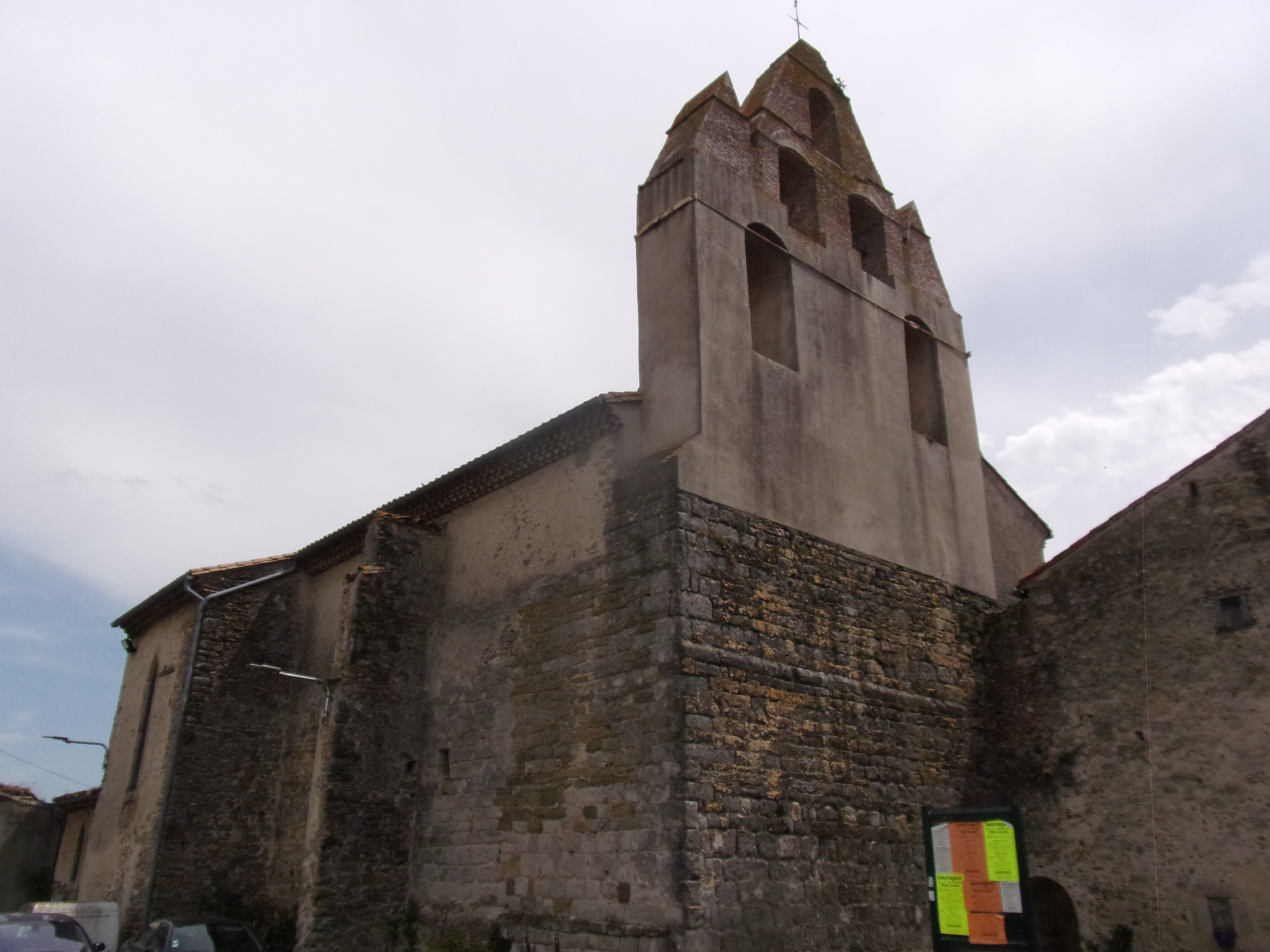
Iglesia de San Andrés de Lauraguel.

 Lauraguel  es una comuna y población de Francia, se encuentra situada en la región de Languedoc-Rosellón, departamento de Aude, en el distrito de Limoux y cantón de Alaigne.
Su población en el censo de 1999 era de 461 habitantes.
Está integrada en la Communauté de communes du Razès Malepère .